# إرنست أولريش فون فايتسكر
إرنست أولريش فون فايتسكر (بالألمانية: Ernst Ulrich von Weizsäcker) (و. 1939  م) هو فيزيائي، وسياسي، وأستاذ جامعي ألماني، ولد في زيورخ، هو عضوٌ الحزب الديمقراطي الاجتماعي الألماني، شارك في الانتخابات الرئاسية الألمانية 2004، والانتخابات الرئاسية الألمانية 1999 ‏، هو عضوٌ في الأكاديمية الأوروبية للعلوم والآداب، ومنظمة نادي روما.

## مناصب
تولى منصب عضو في البوندستاغ الألماني (26 أكتوبر 1998–17 أكتوبر 2002)
.

## التعليم
تعلم في جامعة فرايبورغ، وتعلم في جامعة هامبورغ
.

## جوائز
حصل على جوائز منها:
- جائزة تيودور هويس  [لغات أخرى]‏ (2011)[12]
- وسام صليب القائد من رتبة استحقاق من جمهورية ألمانيا الاتحادية (2009)
- وسام الاستحقاق لبادن-فورتمبيرغ

## روابط خارجية
- إرنست أولريش فون فايتسكر على موقع مونزينجر (الألمانية)